# Grasshopper Club Zürich
Grasshopper Club Zürich este un club de fotbal din Zürich, Elveția, care evoluează în Superliga Elvețiană. Clubul, cunoscut sub numele de Grasshoper Zürich, a cucerit 27 de titluri de campioană și 19 cupe.

## Istorie

### Fondarea
Grasshopper Zürich a fost fondată în 1 septembrie 1886 de un student englez pe nume Tom E Griffith, datorită unei donații de 20 de franci. Culorile clubului de fotbal Grasshopper Zürich sunt alb-albastru inspirat de Blackburn Rovers. Originea numelui Grasshopper este învăluită în mister. Încă de la înființare stilul de joc al echipei era unul energic. În primul său meci oficial, Grasshopper a remizat 0-0 cu ETH.
În 1898, clubul a câștigat Superliga Elveției proaspăt inaugurată.  Au mai revendicat trei titluri înainte de a fi forțați să se retragă din ligă din cauza lipsei unui stadion potrivit. Clubul s-au alăturat din nou în Superliga Elveției în anul 1916, căștigând campionatele din  1921. În perioada interbelică a anilor 1920 - 1930 echipa sub comanda legendarului manager Izidor  Kürschner a continuat să câștige încă trei titluri de campioană și patru Cupe ale Elveției. În  perioada, 1929 - 2007 clubul Grasshopper Zürich a avoluat pe  – Stadionul Hardturm, iar din 2007 echipa evoluează pe  – Letzigrund.
1. ↑  Classic club: - FIFA.com (în engleză), web.archive.org, 7 octombrie 2012, Arhivat din original în 7 octombrie 2012, accesat în 17 aprilie 2025
2. ↑  Grasshopper Club Zürich - history of the Swiss football club, www.footballhistory.org
3. ↑  Grasshopper Club Zürich - history of the Swiss football club, www.footballhistory.org
4. ↑  Classic club: - FIFA.com (în engleză), web.archive.org, 7 octombrie 2012, Arhivat din original în 7 octombrie 2012, accesat în 17 aprilie 2025
5. ↑  Hardturm Stadion (în germană), Grasshopper Club Zürich
6. ↑  Willkommen - Stadion Letzigrund, www.stadionletzigrund.ch

## Palmares

### Titluri Naționale
| Competiții          | Campioană | Sezoane |
| ------------------- | --------- | --- |
| Superliga Elvețiană | 27        | 1898, 1900, 1901, 1905, 1921, 1927, 1928, 1931, 1937, 1939, 1942, 1943, 1945, 1952, 1956, 1971, 1978, 1982, 1983, 1984, 1990, 1991, 1995, 1996, 1998, 2001, 2003 |
| Cupa Elveției       | 19        | 1926, 1927, 1932, 1934, 1937, 1938, 1940, 1941, 1942, 1943, 1946, 1952, 1956, 1983, 1988, 1989, 1990, 1994, 2013                                                 |
| Cupa Ligii Elveției | 2         | 1973, 1975 |
| Supercupa Elveției  | 1         | 1989 |

- Note:      record
- Referințe:[1][2][3][4]

### Competiții Internaționale
| Competiții            | Runda              | Sezoan |
| --------------------- | ------------------ | ------ |
| Liga Campionilor UEFA | Sferturi de finală | 1979   |
| Cupa UEFA             | Semifinală         | 1978   |
| Cupa Cupelor UEFA     | Sferturi de finală | 1990   |

- Referințe:[5][6][7][8][9][10]

### Oficial
- Official Website de

### Neoficiale
- GCZForum – Bulletin Board (Forum) for Fans of GCZ (German)
- GCZone – Fansite of GCZ (German)
- Blue-Side – Unofficial fanclub of GCZ (German)
- Grasshoppers Online – Fansite of GCZ (German)

1. ↑  Switzerland - List of Champions, www.rsssf.org
2. ↑  Switzerland Cup Finals, www.rsssf.org
3. ↑  Switzerland - League Cup Finals, www.rsssf.org
4. ↑  Switzerland Super Cup Finals, www.rsssf.org
5. ↑  UEFA.com, History: Nottm Forest 4-1 Grasshoppers: UEFA Champions League 1978/79 Quarter-finals (în engleză), UEFA.com
6. ↑  UEFA.com, History: Grasshoppers 1-1 Nottm Forest: UEFA Champions League 1978/79 Quarter-finals (în engleză), UEFA.com
7. ↑  UEFA.com, History: Grasshoppers 3-2 Bastia | UEFA Europa League 1977/78 (în engleză), UEFA.com
8. ↑  UEFA.com, History: Bastia 1-0 Grasshoppers | UEFA Europa League 1977/78 (în engleză), UEFA.com
9. ↑  uefa.com - UEFA Cup Winners' Cup - All-Time Statistics - 1/4, web.archive.org, 13 mai 2004, Arhivat din original în 13 mai 2004, accesat în 17 aprilie 2025
10. ↑  uefa.com - UEFA Cup Winners' Cup - All-Time Statistics - 1/4, web.archive.org, 14 mai 2004, Arhivat din original în 14 mai 2004, accesat în 17 aprilie 2025